# Varol Vekiloğlu
Varol Vekiloğlu (* 1. August 1983 in Berlin) ist ein ehemaliger deutsch-türkischer Profi-Boxer.

## Karriere
Vekiloğlu fing mit 18 Jahren mit dem Kickboxen an. Er nahm erfolgreich an zahlreichen Turnieren und Meisterschaften teil. Zu seinen größten Erfolgen in seiner kurzen Kick-Box-Karriere zählen die Deutsche und Norddeutsche Vize-Meisterschaft.
Im Laufe seiner Kickboxkarriere kristallisierte sich Vekiloğlus boxerische Fähigkeit heraus, weswegen er zum Boxsport wechselte. Mit 23 Jahren bestritt er am 24. September 2006 seinen ersten Profi-Boxkampf, den er durch Knockout in der zweiten Runde gewann.
Am 7. Februar 2010 wechselte Vekiloglu vom Cruisergewicht (Limit bis 90,718 kg) in das nächst leichtere Halbschwergewicht (Limit bis 79,378 kg) und gewann seinen ersten Kampf in dieser Gewichtsklasse durch TKO in der 3. Runde.
Am 18. April 2010 boxte Vekiloglu um die Deutsche Meisterschaft im Halbschwergewicht und siegte nach Punkten.
Am 1. April 2011 boxte Vekiloglu um die Europameisterschaft nach Version der IBF und gewann durch Aufgabe seines Gegners in der 7. Runde.
Am 14. Oktober 2011 boxte Vekiloglu um die Interkontinental Meisterschaft nach Version der IBF im Schwergewicht und verlor durch K.O. in der ersten Runde.
Am 14. Oktober 2011 boxte Vekiloglu um die Interkontinental Meisterschaft nach Version der IBF im Schwergewicht und verlor durch K.O. in der ersten Runde.
Seinen letzten Profi-Kampf bestritt Varol Vekiloğlu am 20. Dezember 2014 gegen Moritz Stahl, er verlor durch technisches K.O. in Runde 4.

## Privates
Vekiloğlu arbeitet als Personal Trainer in Berlin.